# Diego Perotti
Diego Perotti Almeira (* 26. Juli 1988 in Moreno, Argentinien) ist ein argentinischer ehemaliger Fußballspieler. Er wurde als Offensivspieler eingesetzt und ist er fünfmaliger argentinischer Nationalspieler. Durch seine erzielten wichtigen bzw. unvergesslichen Tore ist Perotti ein denkwürdiger Fußballspieler der Vereinsgeschichte vom AS Rom.

## Leben
Perotti kam 1988 als Sohn des ehemaligen argentinischen Profifußballspielers Hugo Perotti und einer Schwimmlehrerin im Osten der Provinz Buenos Aires in der Stadt Moreno auf die Welt und wuchs dort auf. In seiner aktiven Kindheit betrieb er viele Sportarten; Inlineskaten und durch seine Mutter kam er mit wenigen Wochen zum Schwimmen. Nebenbei begann er mit vier Jahren Fußball und Basketball zu spielen und betrieb beides bis zum zwölften Lebensalter parallel die Sportwettkämpfe. Danach fokussierte er sich ausschließlich auf den Fußball.

## Karriere
Perotti agiert als technisch versierter und geschickter Flügelspieler auf der offensiven linken Seite und gemäß Thomas Eichin gilt er „als dribbelstarker Flügelstürmer“. Zu seinen Stärken zählt der Strafstoß, aufgrund seiner Handlungstechnik vor dem Schuss. Deswegen bescheinigt ihm die Sportzeitschrift Kicker unter anderem „herausragenden Fähigkeiten vom Elfmeterpunkt“.

### Im Verein

#### Anfänge in Argentinien und Spanien

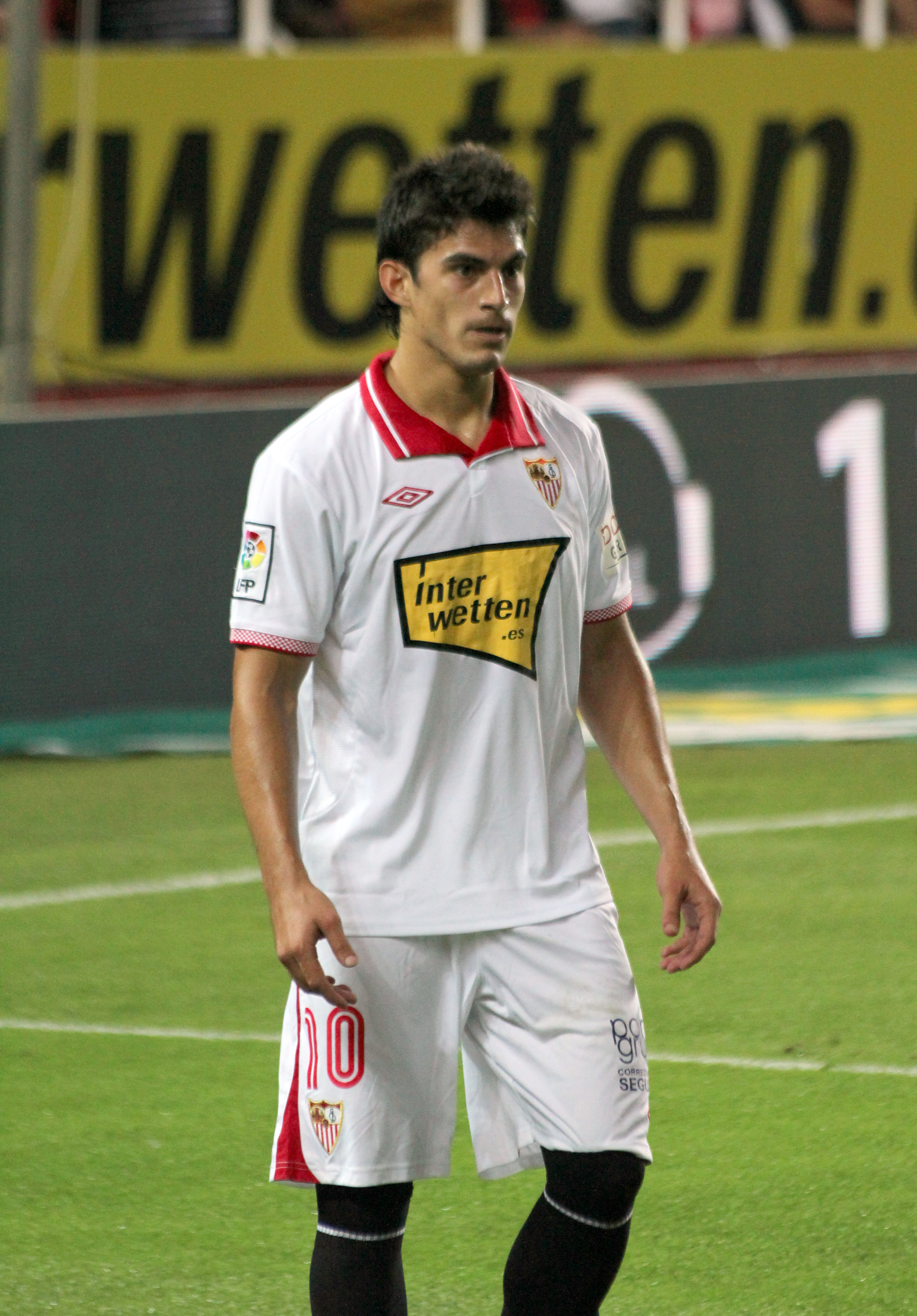
Diego Perotti im Einsatz für den FC Sevilla, Oktober 2012.

Perotti begann seine Profikarriere mit 18 Jahren in der Saison 2006/07 beim damaligen argentinischen Drittligisten Deportivo Morón und wechselte im nordhemisphärischen Sommer 2007 aus seiner argentinischen Heimat zum spanischen Verein FC Sevilla. Dort kam er allerdings anfänglich in der B-Mannschaft vom FC Sevilla (Sevilla Atlético) in der Segunda División zum Einsatz. Dann mehr als ein Jahr später stieg er in die erste Profimannschaft auf und debütierte, am 15. Februar 2009, beim 2:0-Auswärtserfolg bei Espanyol Barcelona, zu seinem ersten Einsatz in der Liga BBVA. Dabei ersetzte er in der 75. Minute seinen Landsmann Federico Fazio beim Stand von 0:0.
Am vorletzten Spieltag der Saison 2008/09 erzielte er nach seiner Einwechslung in der zweiten Halbzeit schließlich in den Schlussminuten sein erstes Erstligator, das zugleich den Siegtreffer beim 1:0 gegen Deportivo La Coruña darstellte. Des Weiteren sicherte Perotti mit seinem wichtigen Siegestor vorzeitig den dritten Platz in der spanischen Meisterschaft und waren somit direkt für die UEFA Champions League qualifiziert, aufgrund des Liga-Reglement des direkten Vergleiches mit dem Viertplatzierten. Insgesamt bestritt er in seiner Premierensaison 14 Spiele, bei denen er zweimal über die volle Distanz auf dem Platz stand, sowie je sechsmal ein- bzw. ausgewechselt wurde.
Zu Beginn der darauf folgenden Spielzeit wurde er in der Liga regelmäßig von Beginn aufgestellt. Sein internationales Debüt gab er dann am 1. Spieltag der UEFA Champions League 2009/10, beim 2:0-Heimsieg gegen Unirea Urziceni, allerdings wieder von der Ersatzbank kommend. Mit seinen weiteren fußballerischen Leistungen etablierte sich Perotti „im linken, offensiven Mittelfeld“ und stieg somit „zum Stammpersonal des Profikaders“ weiter auf. Nachdem Perotti seinen Stammplatz verlor, kehrte er im Februar 2014 für den Rest der Spielzeit 2013/14 in seine Heimat nach Argentinien zurück und wechselte auf Leihbasis zum Erstligisten Boca Juniors.

#### Wechsel nach Italien und in die Türkei
Im nordhemisphärischen Sommer 2014 wechselte er zum italienischen Erstligisten CFC Genua und er bestritt danach 45 Pflichtspiele, bestehend aus Liga- und Pokalspielen und erzielte fünf Tore für die Rot-Blauen aus Ligurien. Am 1. Februar 2016 wechselte Perotti zunächst für eine Million Euro Leihgebühr für eineinhalb Jahre auf Leihbasis zur AS Rom. Bereits nach fünf Einsätzen, in denen ihm ein Treffer gelang, wurde Perotti am 29. Februar 2016 fest verpflichtet und mit einem Vertrag bis zum 30. Juni 2019 ausgestattet. Am 3. April 2016 gab er seine Derbytorpremiere für die Roma im Derby della Capitale gegen Lazio Rom, indem Perotti den 4:1-Sieg und -Endstand per Distanzschuss erzielte. Die italienische Erstligasaison 2015/16 beendete er unter den zehn besten Torvorlagengebern der Liga.

Diego Perotti im Einsatz für die AS Rom, Februar 2018.

Am letzten Liga-Spieltag der Saison 2016/17 erzielte er in den Schlussminuten den entscheidenden 3:2-Siegtreffer gegen seinen ehemaligen Verein CFC Genua und somit sicherte er seiner Mannschaft die italienische Vizemeisterschaft und qualifizierten sich damit direkt für die UEFA Champions League. In der darauffolgenden Spielzeit (2017/18) gehörte Perotti im Derby della Capitale und in der Champions League zu den Schlüsselspielern seiner Mannschaft an. Er war beim knappen 2:1-Derbysieg im November 2017 gegen Lazio an beiden Toren beteiligt und sie erreichten in der Champions League als Gruppensieger in einer Gruppe mit FC Chelsea und Atlético Madrid die K.-o.-Phase, indem er am letzten Gruppenspieltag den entscheidenden 1:0-Siegtor zum Gruppensieg einköpfte. Im weiteren Turnierverlauf erreichten sie über Schachtar Donezk und FC Barcelona das Halbfinale und schieden knapp mit einem Tor Unterschied aus.
Bei der Roma stieg er zuvor zum präferierten Strafstoßschützen seiner Mannschaft auf und galt 2019 innerhalb Europas zu den treffsichersten Elfmetertorschützen. Anfang August 2020 absolvierte Perotti sein letztes Ligaspiel für die Römer am letzten Liga-Spieltag beim 3:1-Sieg gegen den vorzeitigen und amtierenden Meister Juventus Turin. Er war an allen drei Toren beteiligt, indem er ein Tor vorbereite und im weiteren Verlauf zwei Tore selber erzielte. Perotti bestritt in fünf Spielzeiten für die Giallorossi insgesamt 138 Pflichtspiele, aus Liga-, Pokal- und Europapokalspielen, und erzielte dabei 31 Tore.
Kurz vor Transferschluss wechselte Perotti am 5. Oktober 2020 zum türkischen Erstligisten Fenerbahçe Istanbul. Nach seiner Genesung einer Muskelverletzung stand er am 2. November 2020 erstmals im Spielerkader von Fenerbahçe. Wo Perotti am gleichen Tag seine erfolgreiche Spielpremiere für die Gelb-Dunkelblauen bestritt, indem er als Joker eingewechselt wurde und im weiteren Spielverlauf einen Strafstoß zugesprochen bekam und diesen selber zum 2:1-Auswärtssieg verwandelte. Mit diesem Sieg führte er seine Mannschaft zum ersten Tabellenplatz. Im weiteren Verlauf der Saison 2020/21 zog er sich eine Knieverletzung zu, danach bekam er Probleme mit der Achillessehne und musste sich operieren lassen. Damit fiel er für den Rest der Saison aus. Anfang September 2021 wurde bekannt, dass der Vertrag von Perotti im beiderseitigen Einverständnis mit dem Fenerbahçe aufgelöst wurde.
Am 22. Februar 2022 kehrte Perotti, nach fünfmonatiger Pause, nach Italien zurück und unterschrieb einen Halbjahresvertrag beim Serie-A-Aufsteiger US Salernitana. Nach dessen Auslaufen beendete er Anfang Juli 2022 seine aktive Laufbahn.

### In der Nationalmannschaft
Im Juni 2009 nahm Perotti mit der argentinischen U-20-Nationalmannschaft am Turnier von Toulon 2009 teil. Im Turnierverlauf kam er zu zwei Einsätzen und erzielte ein Tor. Des Weiteren erreichte er mit der Mannschaft den dritten Platz.
Am 14. November 2009 lief Perotti erstmals für die argentinische A-Nationalmannschaft auf. Dabei wurde er im Freundschaftsspiel in Madrid gegen Spanien bei der 2:1-Niederlage seiner Mannschaft beim Stand von 1:1 für Lionel Messi eingewechselt. Im Rahmen der Vorbereitung zur FIFA-Weltmeisterschaft 2018 wurde er im Mai 2018 vom Nationaltrainer Jorge Sampaoli in den vorläufigen 35-Mann-Kader berufen, aber im späteren Verlauf wurde Perotti für das endgültige 23-Mann-Turnieraufgebot nicht berücksichtigt.

## Erfolge
- Argentinische U-20-Nationalmannschaft (2009)
  - Mannschaft
    - Turnier von Toulon: Dritter 2009[36]

  - Auszeichnung
    - Souvenir Jean-Philippe Rethacker: für die schönste Geste des Turniers von Toulon 2009[36]
- FC Sevilla (2009–2014)
  - Spanischer Pokalsieger: 2009/10[8][10]
  - Sieger der Carranza-Trophäe: 2013[40]
  - UEFA-Europa-League-Sieger: 2013/14 1
- AS Rom (2016–2020)
  - Mannschaft
    - Italienischer Vizemeister: 2016/17

  - Auszeichnung
    - Erfolgreichster Strafstoßschütze der Serie A: 2016/17 (sieben von sieben Elfmetern verwandelt)[41]